# Koza (film)
Pour les articles homonymes, voir Koza (homonymie).
Pour plus de détails, voir Fiche technique et Distribution.
Koza (La Chèvre) est un film dramatique slovaque réalisé par Ivan Ostrochovský et sorti en 2015.
Le film est sélectionné comme entrée slovaque pour l'Oscar du meilleur film en langue étrangère à la 88e cérémonie des Oscars en 2016.

## Synopsis
Peter Baláž, un boxeur slovaque d'origine tsigane connu sous le sobriquet de Koza (chèvre), ancien champion amateur de Slovaquie et membre de l'équipe olympique nationale lors des jeux d'Atlanta, qui vit dans la pauvreté et la précarité, veut se remettre à combattre pour gagner suffisamment d'argent afin de convaincre sa femme Miša de ne pas avorter. Il souhaite lui montrer qu'il est capable d'élever avec elle, qui a déjà une fille d'une précédente union, un deuxième enfant. Il se fait manipuler par un entraîneur malhonnête qui lui organise une série de combats en république tchèque et en Allemagne. Il perd tous ses combats et l'entraîneur conserve l'essentiel de l'argent gagné, arguant que les organisateurs ne le paient pas parce qu'il ne tient pas suffisamment de rounds. Miša, lasse d'attendre et sans nouvelles, interrompt sa grossesse. Malgré une commotion cérébrale et une interdiction médicale de continuer à boxer, Koza continue à combattre, sans savoir que Miša a déjà procédé à une IVG, l'entraîneur ne lui ayant pas transmis le message.

## Distribution
- Peter Baláž : le boxeur Peter “Koza”
- Zvonko Lakčević : Zvonko, le coach
- Stanislava Bongilajová : Miša, sa femme
- Alexandra Palatinusová : Miša (voix)
- Nikola Bongilajová : Nikolka
- Ján Franek : Franek (l'entraîneur)
- Tatiana Piussi : l'autostoppeuse
- Manfred Schmid : l'Allemand